# Žďárná (potok)
Žďárná je potok pojmenový podle stejnojmenné vesnice v okrese Blansko, kterou protéká.

## Průběh toku
Potok pramení jižně od osady severně od vrcholu Skalky, jižně od osady Pavlov, východně od obce Benešov. Poté protéká lesem jihozápadním směrem, kde napájí Horní rybník, dále k obci Suchý, ve kterém je hlavní zdrojnicí Sušského rybníka. Z obce suchý teče jižně lukami do obce Žďárná, ve které se do něj z levé strany vlévá bezejmenný potok a ze které pokračuje lesem až k městysu Sloup. Na jeho okraji se spojuje s Němčickým potokem, protéká městysem a v jeho středu soutokem s potokem Luhou tvoří Sloupský potok.
Povodí má protáhlý tvar, z 60,5% prochází lesem, z 23,0% v okolí zorané půdy.

## Charakteristika toku
V údolí potoka byly vrtem naměřeny říční sedimenty o mocnosti 28 m.

## Historie

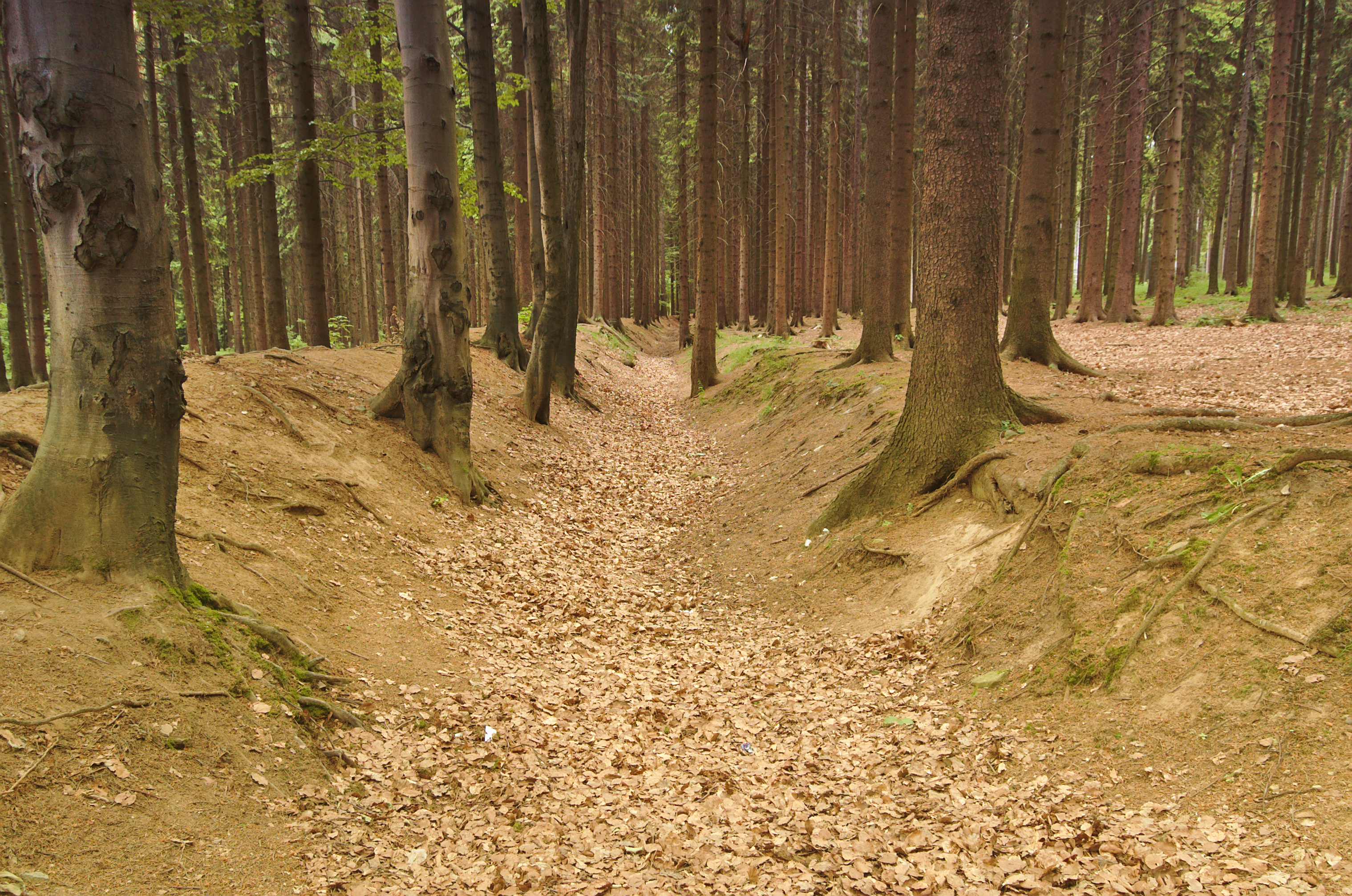
Plavební kanál Suchý - Šmelcovna u penzionu Athéna poblíž obce Suchý

Voda z potoka byla v minulosti využívána pro plavební kanál Suchý – Šmelcovna, někdy též nazývaný Sušský plavební kanál, kterým se na trase dlouhé 8 km dopravovalo dřevo z okolí Suchého do pily Šmelcovna ležící v Boskovicích. Kanál začínal Horním rybníkem před obcí Suchý a překonával rozvodí z povodí Punkvy do povodí Bělé. Dodnes je průběh kanálu patrný jako rýha v krajině. Toto dílo je v současnosti bez legislativní ochrany.

## Využití
Sušský rybník s rozlohou 6ha bývá využíván k rekreaci, koupání, vodním sportům, rybolovu a k dispozici je i půjčovna loděk. Ubytování je možné v místním kempu. Rybník má písčité pláže i dno.

## Rizika
V obci Žďárná hrozilo vylití toku z koryta v případě přívalových dešťů, proto byl tok vyčištěn a zpevněn a zkapacitněny byly propustě pod mostem v obci.
V městyse Sloup v místě soutoku s Němčickým potokem jsou oba toky osazeny mostky, které jsou však zaneseny štěrkem a v době zvýšeného vodního stavu dochází k ucpání propustí a k přetékání vody na přiléhající pozemky. Podobně špatně dimenzované propustě se vyskytují i níže po proudu.
Začátkem roku 2006 voda zaplavila pásmo vodního zdroje I. stupně a místního fotbalového hřiště a dále po proudu restauraci na koupališti a níže položený bazén. Po této události byly odstraněny dvě kruhové propusti DN 1000 a došlo ke zkapacitnění koryta toku.

## Fotogalerie

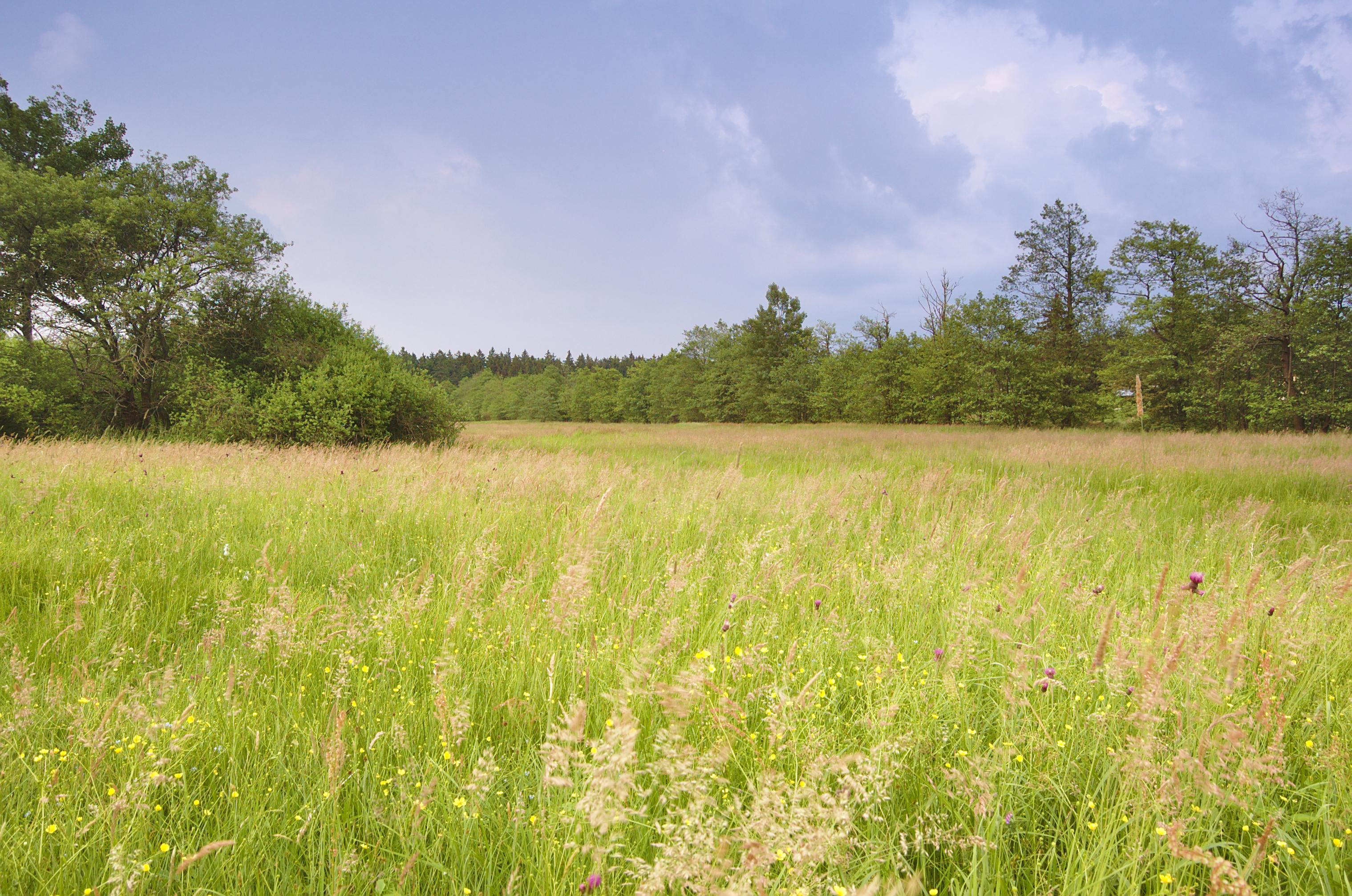
Potok Žďárná mezi Horním a Sušským rybníkem
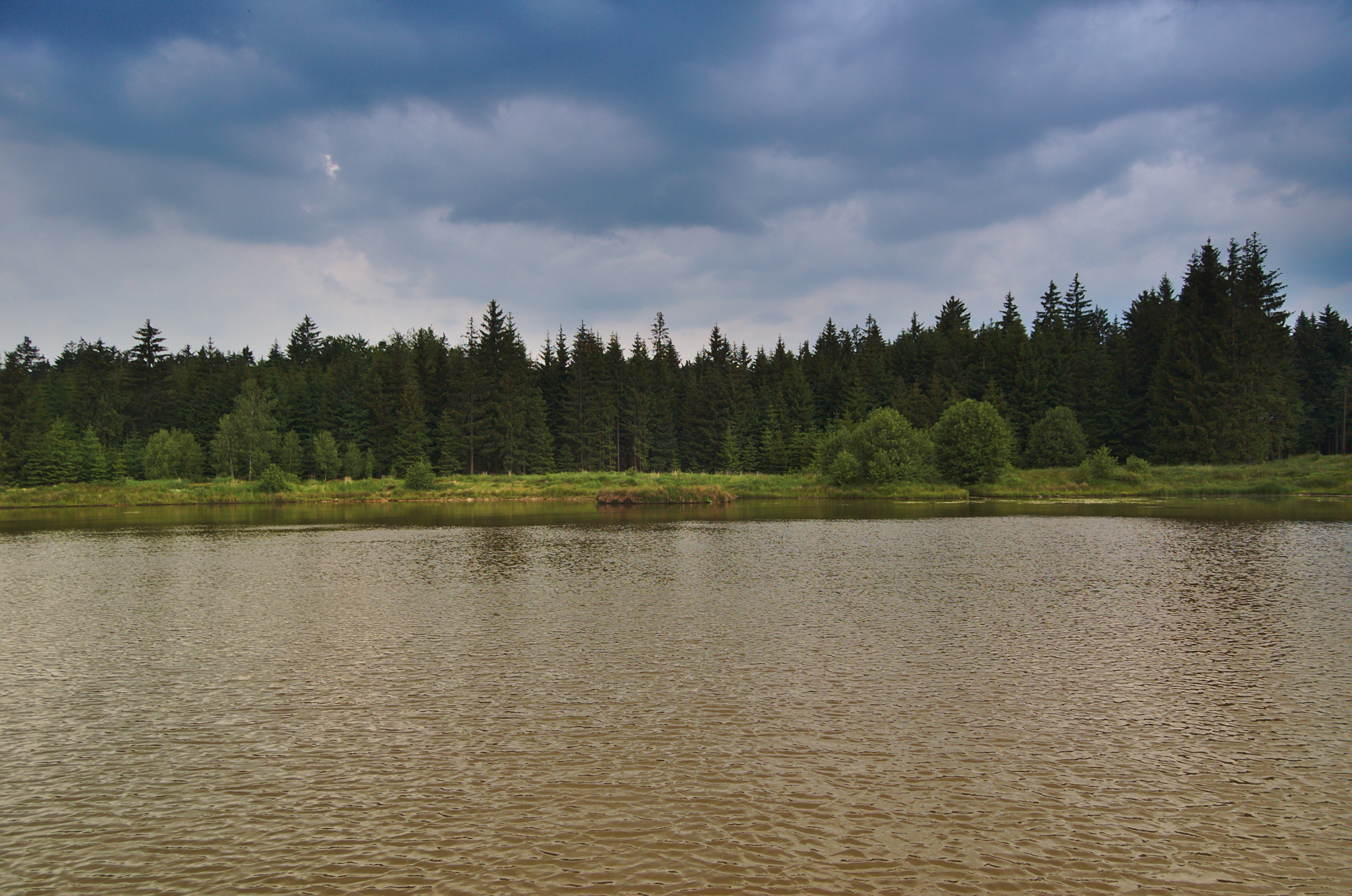
Horní rybník
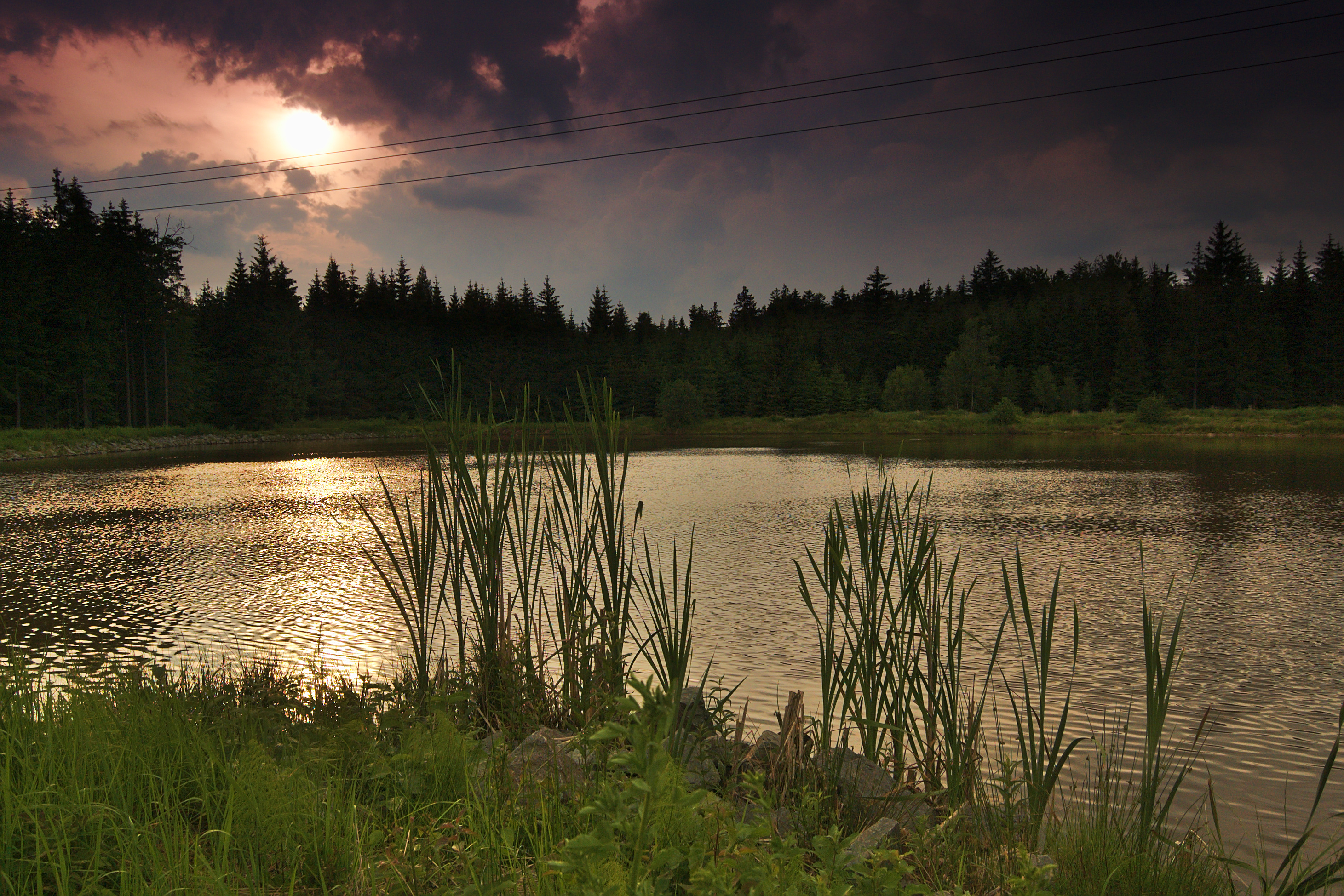
Horní rybník
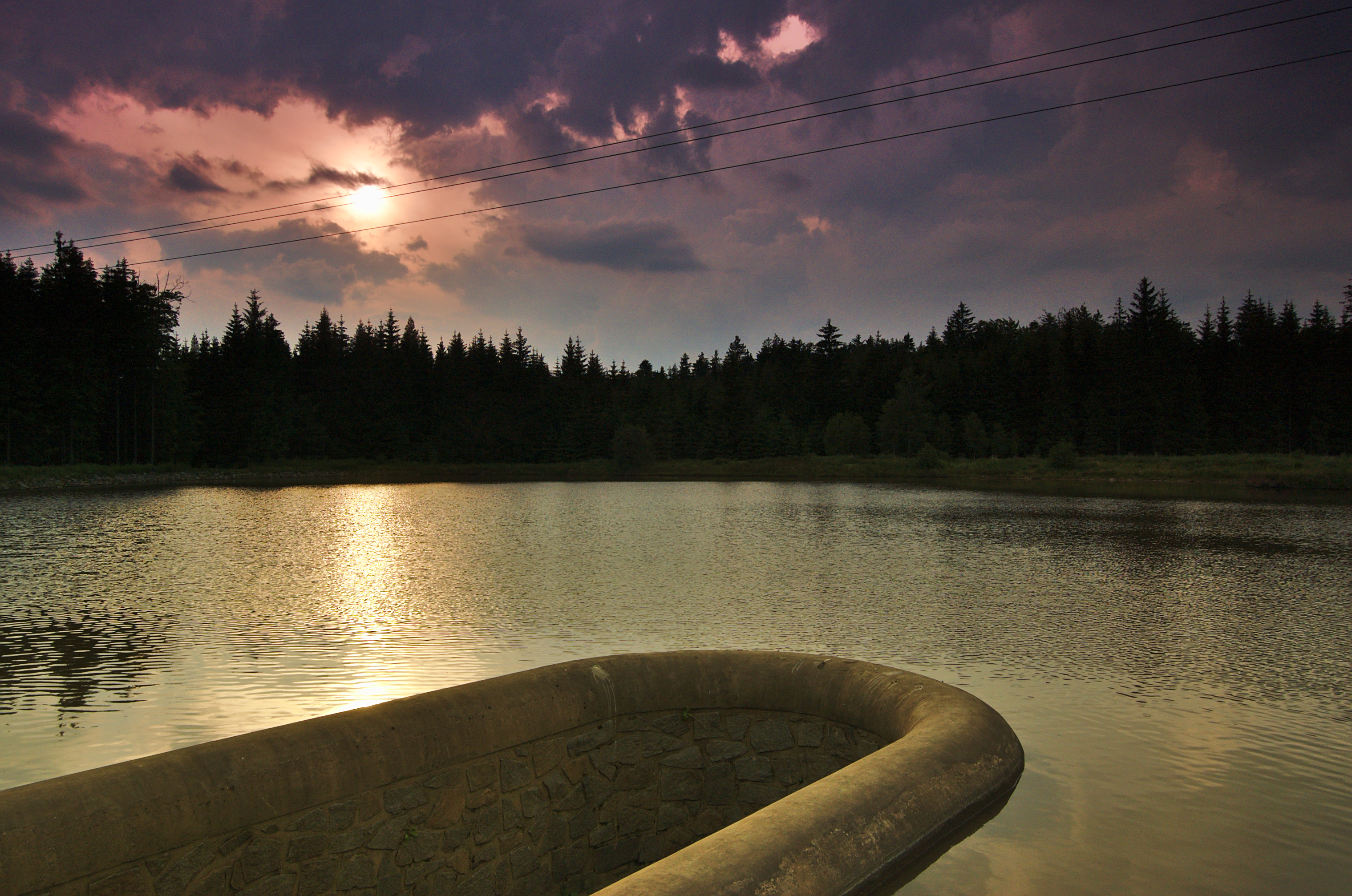
Horní rybník
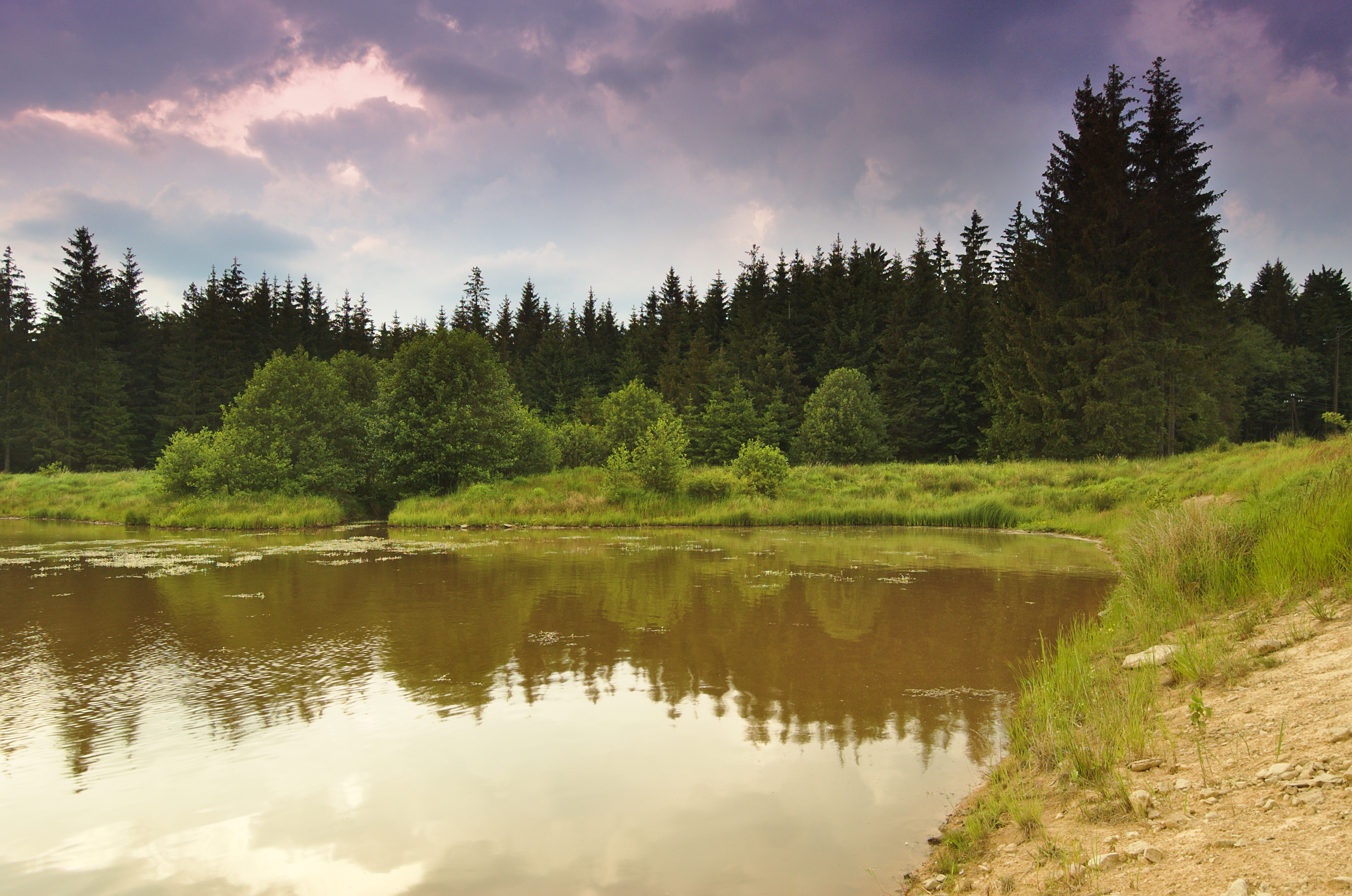
Horní rybník
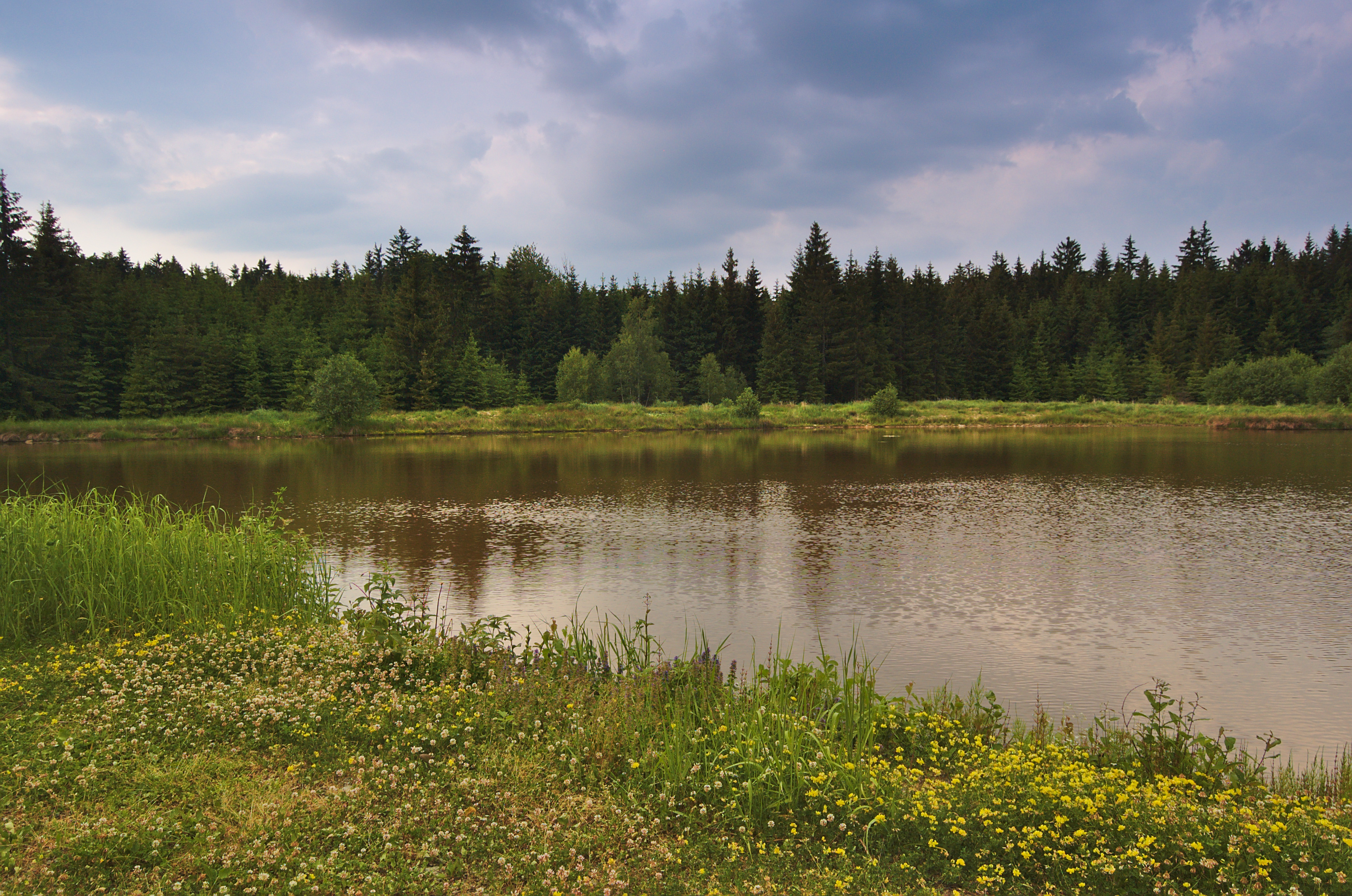
Horní rybník
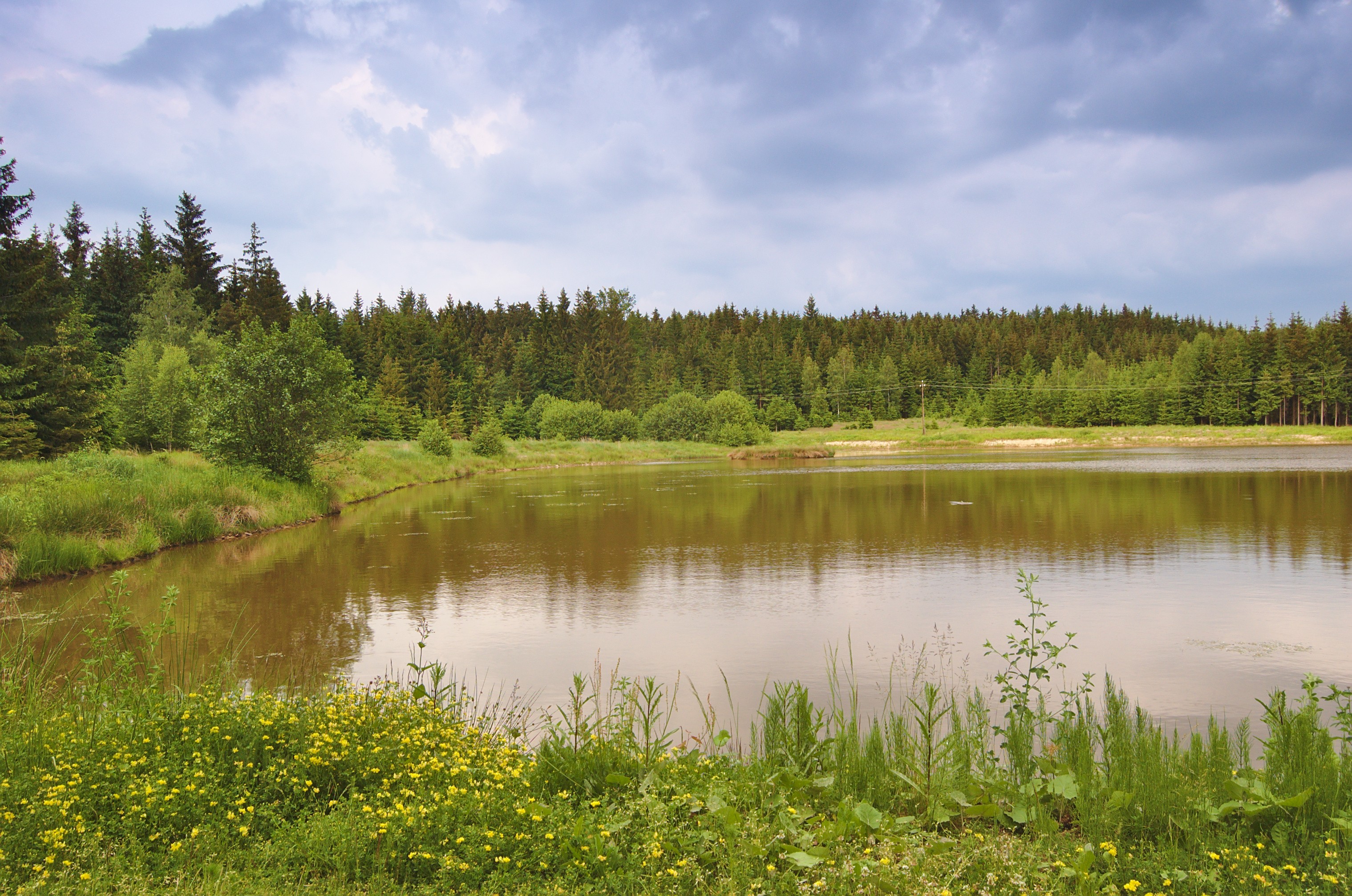
Horní rybník